# Bluffton (Georgie)
Bluffton je město v Clay County, v Georgii, ve Spojených státech amerických. V roce 2011 žilo ve městě 102 obyvatel.

## Demografie
Podle sčítání lidí v roce 2000 žilo ve městě 118 obyvatel, 49 domácností a 34 rodin. V roce 2011 žilo ve městě 54 mužů (53,4%), a 48 žen (46,6%). Průměrný věk obyvatele je 49 let.